# Ekologija u medijima
Ekološko novinarstvo dio je stručnog novinarstva i postaje specijalizacija u novinarstvu od 1980. godine. Ova specijalizacija zahtijeva da novinar stiče i razvija znanja za različite društvene, pa i naučne teme iz oblasti ekologije. Teoriju da je Planeta živi organizam koji pokušava da opstane razvio je u svom poznatom djelu Theory of Gea, Džejms Lavlok, objavljenom 1979. godine.

## Istorija
Iako već duži niz godina postoje i akademski nivoi za obrazovanje i specijalizaciju novinara u ovoj oblasti, ekološko novinarstvo je još potisnuto od strane medija i od strane javnosti.
Uporedo sa industrijalizacijom i informatizacijom svijeta razvija se svijest o značaju zaštite planete Zemlje. Posljednjih decenija XX vijeka nastaju čitave plejade naučnika i teoretičara koji pozivaju svjetsku javnost na razuman i human odnos prema resursima koje daje priroda. Organizuju se svjetske konferencije i samiti, na kojima se donose deklaracije, rezolucije ali i konvencije o zaštiti prirode, koje postaju ozbiljni mehanizmi političkog i globalnog pritiska, ali i uslovi da se postane dio globalno prihvatljivog društva. Donesen je čitav niz manifesta kojim se ustanovljavaju zajednički pogledi na svijet, zajednički principi, koji bi trebalo da vode ka očuvanju životne sredine. Ishodi konferencija su vodili ka razvijanju ideologije ekologizma, na globalnom nivou. U okviru ekološke ideologije posebno mjesto imaju problemi životne sredine (zaštita eko-sistema, zagađenje, očuvanje ugroženih vrsta i slično), koji se svrstavaju pod imenom - environmentalizam. Zbog učestalosti i značaja koji imaju ove teme u globalnim događanjima, razvijeni mediji vrše specifikaciju novinara, profesionalizujući ih za ova pitanja. U posljednjoj deceniji XX vijeka, 1990. godine, u Americi je osnovano prvo udruženje novinara koje se bavilo fenomenom životne sredine pod nazivom „The Society of Environmental Journalists“ (SEJ). Namjera osnivača bila je da unutar novinarske profesije poveća broj novinara koji bi se mogli specijalizovati za izvještavanje iz te oblasti, s druge strane. Zaposleni u medijima prepoznali su životnu sredinu, kao poseban dio društvene stvarnosti koji zahtijeva nova učenja i osposobljavanja unutar profesije. Ciljevi i oblasti djelovanja ovog Udruženja su:
1. Da stvori jaču i mnogo bliže povezanu mrežu edukacije za novinare i urednike okruženja
2. Da stimuliše veću i bolju zaštitu kritike važnih problema okruženja
3. Ohrabruje izdavanje ili širenje izvještavanja o problemima životne sredine u medijima
4. Da proširuje upotrebu informacionih izvora
5. Da ubrza stvaranje važnih i novih informacionih izvora

## Zaključak
U medijima dolazi do izdvajanja grupe novinara specijalista za oblast izvještavanja o problemima životne sredine. Izvještavanje iz ove oblasti i tada, ali i danas, obavljaju volonteri, stručnjaci, ali i novinari specijalisti za ovu oblast. Osnivaju se medijski, specijalizovani časopisi: "A Journal of Nature and Culture", "Environmental Ethics", "Public Understandy Science" i "Science Communication", koji uspješno pokreću globalno važna ekološka pitanja, posebno pitanja iz oblasti industrijskog zagađenja. Na univerzitetima se uvode akademski programi za izučavanje novinarskih vještina i znanja za specijalizovano izvještavanje o temama koje obrađuju događaje o životnoj sredini. Uglavnom je riječ o multidisciplinarnom izučavanju problema environmentalizma na različitim nivoima obrazovanja.
Sve su to ozbiljni pokazatelji da se ekološko novinarstvo i envajronmentalizam kao dio tog novinarstva i ideologije razvijajukao posebna sfera profesionalnog interesovanja akademskih ustanova za obrazovanje novinara i da su ova pomijeranja rezultat kretanja globalnog društva prema zrelim ekološkim idejama , te novim shvatanjima o značaju medija u procesima prenošenja događaja indirektno ili direktno inspirisanih idejama ekologizma. Učestalost događaja iz ove sfere pokazala je i narastajući stepen interesovanja javnosti za ovu oblast. Pored novinara specijalista za ovu oblast, čiju obuku su podržali savremeni razvijeni mediji, u medijima se razvio i poseban žanr, podžanr u stvari – izvještaj za pisanje i obradu problema iz oblasti ekologije. Shema ovog izvještaja oslanja se na sljedeću strukturu:
```
*  W  - (What happened?)
*  H  - (How it happened?)
*  A  - (Amplify the point?)
*  T  - (Tie up loose ends?)
```

Pisanje o temama iz ekološkog novinarstva zahtijeva primjenu specijalističkih izvještaja. Posebne tehnike izvještavanja svakako podrazumijevaju i neke prethodne postupke koje novinari-istraživači treba da primijene prije realizacije forme izvještavanja.

## Literatura
Tatjana Tapavički Duronjić, 2011; strana 89-93; Komuniciranje u medijasferi.Beograd: Bird-fin.